# Pelusios
Pelusios  Wagler, 1830 è un genere di testuggini della famiglia Pelomedusidae.

## Tassonomia
Comprende le seguenti specie e sottospecie:
- Pelusios adansonii (Schweigger, 1812)
- Pelusios bechuanicus Fitzsimons, 1932
- Pelusios broadleyi Bour, 1986
- Pelusios carinatus Laurent, 1956 (Tartaruga del fango africana carenata)
- Pelusios castaneus (Schweigger, 1812) (Tartaruga del fango africana)
- Pelusios castanoides Hewitt, 1931 (Tartaruga del fango gialla)
  - Pelusios castanoides castanoides Hewitt, 1931
  - Pelusios castanoides intergularis Bour, 1983
- Pelusios chapini Laurent, 1965
- Pelusios cupulatta Bour & Maran, 2003
- Pelusios gabonensis (Duméril, 1856)
- Pelusios marani Bour, 2000
- Pelusios nanus Laurent, 1956
- Pelusios niger (Duméril & Bibron, 1835) (Tartaruga di foresta africana nera)
- Pelusios rhodesianus Hewitt, 1927
- Pelusios seychellensis (Siebenrock, 1906)
- Pelusios sinuatus (Smith, 1838) (Pelusio a bordo sinuato)
- Pelusios subniger (Lacépède, 1789) (Pelusio nerastro)
  - Pelusios subniger subniger (Lacépède, 1788)
  - Pelusios subniger parietalis Bour, 1983
- Pelusios upembae Broadley, 1981
- Pelusios williamsi Laurent, 1965